# Бустроф
Бустроф (фр. Boustroff) насеље је и општина у североисточној Француској у региону Лорена, у департману Мозел која припада префектури Форбаш.
По подацима из 2011. године у општини је живело 155 становника, а густина насељености је износила 44,67 становника/km². Општина се простире на површини од 3,47 km². Налази се на средњој надморској висини од 200 метара (максималној 301 m, а минималној 254 m).

## Демографија
| 1962. | 1968. | 1975. | 1982. | 1990. | 1999. | 2011. |
| ----- | ----- | ----- | ----- | ----- | ----- | ----- |
| 89    | 102   | 98    | 113   | 125   | 114   | 155   |

График промене броја становника у току последњих година